# The Caper Chase
«The Caper Chase» (укр. «Погоня за каперсами») — дев'ятнадцята серія двадцять восьмого сезону мультсеріалу «Сімпсони», прем'єра якої відбулась 2 квітня 2017 року у США на телеканалі «Fox».

## Сюжет
Матч із софтболу проводиться з невеликими спортивними досягненнями між командами з «Індіана Пойнт» та Спрінґфілдської атомної електростанції. Містер Бернс та інший тренер розмовляють про те, як ринок ядерної енергії буде прибутковим назавжди.
Бернс направляється до своєї альма-матер, Єльського університету, щоб обдарувати кафедру з управління атомними електростанціями, але дізнається, що в даний час весь студентський корпус складається з «висококваліфікованих придурків», крилі погляди яких, жахають його. Згодом з допомогою члена товариства «Череп і кістки» Бурбона Верландера він приходить до висновку, що керування університетом може принести йому багато грошей. Бернс укладає угоду з Бурбоном і відкликає всю свою фінансову підтримку Єльському, щоб створити власне відділення комерційної університетської системи.
Повернувшись на АЕС, Монті спалює всі свої пам'ятки про навчання в Єлі та розповідає Гомеру, Ленні та Карлу про свій новий університет. Він обирає викладачами самих же працівників електростанції.
Гомер та інші починають працювати викладачами, але Гомер не справляється зі своїми учнями. Ліса жахнулася, що Гомер став професором головним чином через те, що він серйозно не сприймав відповідальність за навчання людей. Тому дівчинка пропонує йому набір DVD з фільмами, які надихають викладачів. Переглянувши їх, Гомер стає кращим у викладанні, і містер Бернс продає Гомера Бурбону для його власного приватного університету.
Незабаром Гомер знайомиться з Нілом Деграссом Тайсоном, Кен Джейнінґсом, Сьюз Орман та Робертом Маккі. Їх знайомлять із групою молодих жінок-студенток, які насправді є подібними до життя гуманоїдними роботами, які всі потраплять в Єль і отримують «фінансову допомогу» що потрапляє прямо до Бурбона. Група вирішує відправити Гомера під прикриттям разом з ними. Через півроку Гомер руйнує інтеграцію роботів Бурбона в Єльському університеті з мікроагресією, через що всі вони вибухають.
У фінальній сцені викладачі починають навчати Лісу, Мардж та Барта у будинку Сімпсонів.

## Ставлення критиків і глядачів
Під час прем'єри серію переглянули 2,13 млн осіб з рейтингом 0.9, що зробило її найпопулярнішим шоу на каналі «Fox» тієї ночі, однак найменш популярною серією загалом на той час.
Денніс Перкінс з «The A.V. Club» дав серії оцінку C+, сказавши, що серія «звучить всіляко… і через абсурд сюжету і поспішне завершення стає шаленим епізодом, який не може вирішити, яким він хоче бути».
Водночас Тоні Сокол з «Den of Geek» дав серії чотири з половиною з п'яти зірок, сказавши, що «майже кожна репліка надає йому радість».
Згідно з голосуванням на сайті The NoHomers Club більшість фанатів оцінили серію на 1/5 із середньою оцінкою 2,25/5.